# Вила Чомић
44° 01′ 40″ С; 20° 53′ 35″ И / 44.027696° С; 20.893176° И
Вила Чомић се налази у простору Меморијалног парка „Шумарице“ у Крагујевцу, на тридесетак метара иза споменика хрватског народа. Саграђена је после Првог светског рата, припадала је  породици Чомић, а после 1945. је конфискована и прешла у државно власништво.

## Изглед
Ова монументална вила подсећа на индустријске објекте, јер је светлоокер боје, са рубовима од црвених цигала. Улазна врата краси торањ, а зграда је са спратом и поткровљем и симетрична. Нажалост, вила је у јако лошем стању. Кров се у централном делу урушио, прозори и врата су ишчупани, а стакала нема. Зидови су исписани графитима, а унутрашњост је пуна смећа. 

## Вила данас
Планирано да се некадашња вила, а данас „кућа страве“, преда уметницима, али је та намера пропала. Са људима из „Етно арта“, који се баве традиционалном уметношћу и занатима, разговарано је да им се уступи на коришћење. Хтели су да је сами реновирају и да граду заузврат сваке године поклањају одређен број својих дела. Власти су одустале од договора, и тај објекат, који је некада давно био седиште месне заједнице Виногради, више пута је горео, и постао место које треба избегавати. Дозвољен је улаз у зграду, али је неопходна хитна и свеобухватна рестаурација.